# Resolució 1633 del Consell de Seguretat de les Nacions Unides
La Resolució 1633 del Consell de Seguretat de les Nacions Unides fou adoptada per unanimitat el 21 d'octubre de 2005. Després de recordar les resolucions anteriors sobre la situació a Costa d'Ivori, el Consell va exigir la implementació dels acords de pau de Linas-Marcoussis, Accra III i Pretòria pels signants d'aquests acords, així com a totes les parts interessades de Costa d'Ivori.

## Resolució

### Observacions
En el preàmbul de la resolució, el Consell va reafirmar el seu suport a tots els acords de pau per posar fi a la guerra civil. Va expressar la seva preocupació per la situació en curs a Costa d'Ivori i el seu deteriorament i va condemnar totes les violacions dels drets humans.

### Actes
Actuant en virtut del Capítol VII de la Carta de les Nacions Unides, el Consell elogia el paper de la Comunitat Econòmica dels Estats de l'Àfrica Occidental (ECOWAS) i de la Unió Africana a Costa d'Ivori. Va assenyalar que el mandat del president titular Laurent Gbagbo havia de finalitzar i que les eleccions presidencials no podien tenir lloc a causa de la situació, per la qual cosa el seu mandat podria continuar, però no més de dotze mesos, i tots els acords de pau havien de ser implementats. No obstant això, més d'un any després, Gbagbo encara romania al poder. Un nou primer ministre, aprovat per totes les parts de Costa d'Ivori, havia de ser nomenat abans del 31 d'octubre de 2005. Després d'un retard fins al 7 de desembre de 2005, fou nomenat Charles Konan Banny.
La resolució va reiterar que tots els ministres podrien participar en el govern i que el primer ministre comptarà amb totes les competències necessàries contingudes en l'acord de Linas-Marcoussis incloent-hi aspectes de defensa, seguretat i electoral i funcionament del govern. Es va instar a tots els partits de Costa d'Ivori a abstenir-se d'impedir les tasques del primer ministre.
El Consell va exigir encara més a totes les parts de Costa d'Ivori que posin fi a la incitació a la violència a través dels mitjans de comunicació i l'ús de la força i que les Forces Nouvelles i les milícies per comencin el seu desarmament, desmobilització i reintegració. Es va instar als països veïns a evitar els moviments transfronterers de combatents i armes a Costa d'Ivori. A més, es van condemnar les violacions dels drets humans i els atacs contra el personal de l'Operació de les Nacions Unides a Costa d'Ivori (UNOCI).
Finalment, el Consell va declarar que prendria més mesures contra qualsevol persona o organització que obstaculitzés el procés de pau.